# Passeig de la fama de Madrid
El Passeig de la fama de Madrid és un tram del carrer Martín de los Heros de Madrid (Espanya) on es ret homenatge als actors i cineastes més destacats del cinema espanyol, equivalent al passeig de la fama de Hollywood al Hollywood Boulevard.
La iniciativa va partir del Ministeri de Presidència sota el nom de Calles de Cine i es va materialitzar el 27 de juny de 2011, commemorant el 25è aniversari de l'Acadèmia de Cinema Espanyol. Va incloure una estrella per cada any d'existència de l'acadèmia. A partir de llavors es dedica una estrella més cada any a una celebritat del cinema espanyol. La cerimònia es realitza el dia previ a la cerimònia d'entrega dels premis Goya. Les estrelles estan fetes de granit, marbre blanc i acer i van ser dissenyades per Oscar Mariné.

## Artistes
Els 26 artistes que es van immortalitzar en el Passeig de la fama de Madrid (10 dels quals a títol pòstum), el dia de la seva innauguració van ser:
- Concha Velasco (actriu)
- Fernando Trueba (director)
- Carmen Sevilla (actriu)
- Carlos Saura (director)
- Amparo Rivelles (actriu)
- Fernando Rey (estrella pòstuma) (actor)
- Paco Rabal (estrella pòstuma) (actor)
- Emma Penella (estrella pòstuma) (actriu)
- Luis Escobar (actor, productor)
- Sara Montiel (actriu)
- Pilar Miró (estrella pòstuma) (directora)
- Carmen Maura (actriu)
- Tony Leblanc (actor)
- Alfredo Landa (actor)
- Pepe Isbert (estrella pòstuma) (actor)
- Luis García Berlanga (estrella pòstuma) (director)
- José Luis Garci (director)
- Fernando Fernán Gómez (estrella pòstuma) (actor)
- Penélope Cruz (actriu)
- Luis Buñuel (estrella pòstuma) (director)
- Javier Bardem (actor)
- Juan Antonio Bardem (estrella pòstuma) (director)
- Antonio Banderas (actor)
- Imperio Argentina (estrella pòstuma) (actriu)
- Alejandro Amenábar (director)
- Pedro Almodóvar (director)